# Chelodina pritchardi
Chelodina pritchardi је гмизавац из реда Testudines.

## Угроженост
Ова врста се сматра угроженом.

## Распрострањење
Врста има станиште само у Папуи Новој Гвинеји.

## Станиште
Станишта врсте су слатководна подручја. Врста је присутна на подручју острва Нова Гвинеја.